# Adore You (chanson de Miley Cyrus)
Pour les articles homonymes, voir Adore You.
Singles de Miley Cyrus
Feelin' Myself
(2013) Adore You (Remix)
(2014)
Adore You est une chanson par l'artiste américaine Miley Cyrus. Le single est sorti le 17 décembre 2013 comme le troisième single issu de son album Bangerz (2013). La chanson a été écrite et produite par Oren Yoel, avec l'aide de Stacy Barthe. Adore You est une ballade pop pendant laquelle Cyrus exprime ses affections envers son petit ami notamment son ex-fiancé Liam Hemsworth.
2 jours avant la sortie de son clip, Adore You a fuité sur le site de partage de vidéo YouTube.
Par comparaison avec les singles précédents de Cyrus We Can't Stop et Wrecking Ball, Adore You a été en dessous des objectifs attendus. Par conséquent, elle est entrée en contact avec le producteur de musique français Cedric Gervais afin de lui proposer de remixer sa chanson. Sa version du single est sortie le 13 février 2014 et sera officiellement en vente dès le 3 mars 2014 par sa maison de disques Spinnin' Records.

## Préambule
En décembre 2013, Cyrus a annoncé que Adore You sera le troisième single de son quatrième album de studio, Bangerz (2013). Il a été à l'origine prévu pour sortir sur les stations de radio courantes aux États-Unis le 6 janvier 2014, bien qu'il ait été sorti trois semaines plus tôt le 17 décembre. Le 18 décembre, Cyrus a dévoilé la pochette officielle de Adore You par son compte Instagram et des comptes Twitter. Il montre que la moitié inférieure du visage de Cyrus couvert par un bouquet de roses, avec le titre Adore You stylisé dans une police de caractères sans serif tout-capitalisée. La pochette a été décrite comme étant non égale à l'image sexuellement provocatrice à laquelle elle est associée.

## Composition
Adore You êtes une ballade pop qui dure 4 minutes et 38 secondes. Le morceau fonctionne à un tempo de 60 coups par minute. Joué dans la clé do majeur. Ses paroles discutent "le déséquilibre de pouvoir amoureux". Dans le chœur, elle expose son affection envers son petit ami par les lignes "Quand tu dis que tu a besoin de moi / Je sais que j'ai encore plus besoin de toi / Garçon, je t'adore", bien que Kyle Fowle de Slant Magazine a estimé que la confiance de Cyrus envers son partenaire est nuisible à son bien-être personnel. la piste a été largement spéculée pour aborder la relation de Cyrus avec son ancien fiancé Liam Hemsworth. 

## Critiques et réception
À sa sortie, Adore You a reçu des critiques généralement positives, complimentant sa production globale et sa capacité vocale. Heather Phares d'AllMusic a estimé qu'ouvrir Bangerz avec "une chanson lente résolument romantique" était "presque aussi audacieux que les événements de publicité qui ont précédé la sortie de l'album." Nick Catucci de Entertainment Weekly complimente la trace pour "afficher une facette clé de sa voix polyvalente." Jon Dolan de Rolling Stone a défini la trace comme "un bel ouvreur d'album".

## Clip vidéo
Le clip vidéo d'accompagnement pour Adore You avait été prévu pour sortir sur Vevo le 26 décembre 2013. Les jours précédant sa sortie, Cyrus a partagé deux teasers via son compte Instagram. Cependant, le produit final est sorti pendant la soirée du 25 décembre 2013, un jour plus tôt qu'attendu. ceci a mené à la spéculation que Cyrus a intentionnellement répandu la vidéo comme un coup de publicité, bien qu'elle ait réfuté plus tard les accusations par son compte Twitter. Il dépeint Cyrus posant suggestivement dans un lit et une baignoire et est parsemé de vision nocturne qui semble simuler une sextape.
Plusieurs critiques ont discuté si le clip vidéo de Adore You était plus provocateur que les images dégagées précédemment par Cyrus comme le clip vidéo de Wrecking Ball. En notant les gestes sexuellement explicites de Cyrus fréquemment vus. En France, après la polémique 'Wrecking Ball' justement, le clip d'Adore You n'est pas diffusé à la télévision la journée et passe après 22h sur la plupart des chaines musicales (excepté NRJ Hits) avec une signalétique -10 ou -12 ou sans.

## Remix de Cedric Gervais
Un remix de Adore You produit par Cedric Gervais est sorti le 13 février 2014 et a été officiellement mis en vente le 3 mars 2014 par sa maison de disques Spinnin' Records. Il remplace le milieu original des éléments de musique pop en une production de musique de danse rythmée, en maintenant les chants originaux de Cyrus. Le remix a reçu des critiques généralement positives. Un clip vidéo d'accompagnement est sorti par Spinnin' Records le 13 février 2014 et est composée de séquences rééditées provenant de la vidéo originale.

### Composition
Après sa sortie comme le troisième single de Bangerz le 17 décembre 2013, Adore You a atteint son classement maximal au numéro 22 sur le hit-parade américaine Billboard Hot 100.Ceci étant en dessous des objectifs attendu en comparaison avec We Can't Stop et Wrecking Ball, qui ont respectivement atteint un classement maximal au  numéro deux et un. Cyrus est d'abord entré en contact Gervais sur la possibilité de remixer Adore You en janvier 2014, peu de temps après qu'il est reçu une Récompense à la cérémonie des Grammy Awards pour le Meilleur Remixe, Non-classique pour sa version de Summertime Sadness par Lana Del Rey.
La version de Gervais de la piste a fait surface en ligne le 11 février, bien qu'elle n'ait pas été officiellement reconnu par la maison de disques de Gervais Spinnin' Records jusqu'à la première de son clip vidéo le 13 février. Il a été annoncé par le site Web officiel de Gervais qu'il sera officiellement en vente le 3 mars 2014. Cyrus a dévoilé sa pochette officielle par son compte Twitter le 18 février; il montre que le gros plan de Cyrus topless portant une perruque aux cheveux bruns, avec le texte "Miley Cyrus vs. Cedric Gervais" et "Adore You Remix" situé au sommet de l'image dans la police de caractères sans serif capitalisée utilisée pour la couverture originale.  une couverture alternée a été révélée par le compte SoundCloud de Gervais le 12 février. Comme l'original, il montre la moitié inférieure du visage de Cyrus couvert par un bouquet de roses, avec un filtre rouge et bleu appliqué à l'image. La police de caractères sans serif tout-capitalisée avec le titre "Adore You" au-dessous de son visage êtes remplacés par un texte plus grande, mise en italique "Miley Cyrus vs. Cedric Gervais" et "Adore You Remix" placé au sommet de l'image. Le logo de Spinnin' est placé dans son centre, couvrant l'image.
La version remixée de Adore You est composée de "rythmes amorphes" avec des éléments de musique danse, qui fusionne avec un "cognant battu" et progresse dans une "éblouissante baisse" pendant le chœur.  La production maintient "le centre émotionnel de la chanson" en ajoutant "une augmentation de signal de tombée en cascade."

### Critiques et réception
Le remix de Gervais de Adore You a reçu des critiques généralement positive. Jason Lipshutz de Billboard et Lewis Corner de Digital Spy ont écrit positivement de la production refaite. Le premier apprécie la conversion de l'original "ballade languissante", dans "un hymne de club". Esi Mensah d'Entertainmentwise a pensé que Gervais "a sauvé la chanson" en la transformant en "une chanson de danse électronique amusante."  James Shotwell de Under the Gun Review a estimé que la version originale de la piste était "un peu ennuiante". le collaborateur de Vanyaland Michael Marotta a reconnu que la chanson a profité "d'une injection d'énergie si nécessaire" qu'il a espéré qu'elle va "explosé" pendant le Bangerz Tour de Cyrus. Mike Wass de Idolator a remarqué que le single marché mieux avec l'original "production minimale" et a pensé que le remix est "du fromage", bien qu'il ait admis qu'il "ne changerait pas de canal s'il vient à la radio." 

### Clip vidéo
Un clip vidéo d'accompagnement pour le remix de Cedric Gervais d'Adore You est sorti par Spinnin' Records le 13 février 2014; c'est une version rééditée du clip vidéo original, utilisant principalement des scènes où on voit Cyrus se trouvant sous un drap de lit paré de sous-vêtements. Mike Wass d'Idolator a estimé que le remix "marche tout à fait bien avec l'existant visuel".

## Classements et certifications

### Classement hebdomadaire
| Classement (2013-2014)          | Meilleure position |
| ------------------------------- | ------------------ |
| Australie (ARIA)                | 25                 |
| Belgique (Flandre Ultratip 100) | 19                 |
| Belgique (Wallonie Ultratip 50) | 20                 |
| Canada (Hot 100)                | 36                 |
| Danemark (Tracklisten)          | 24                 |
| Écosse (OCC)                    | 21                 |
| Espagne (PROMUSICAE)            | 39                 |
| États-Unis (Hot 100)            | 21                 |
| États-Unis (Adult Pop Songs)    | 36                 |
| États-Unis (Pop Airplay)        | 15                 |
| France (SNEP)                   | 143                |
| Irlande (IRMA)                  | 44                 |
| Nouvelle-Zélande (RMNZ)         | 15                 |
| Royaume-Uni (UK Singles Chart)  | 27                 |

### Certification
| Pays      | Certification | Ventes certifiées |
| --------- | ------------- | ----------------- |
| Australie | Or            | 35 000            |